# Polystachya fabriana
Polystachya fabriana är en orkidéart som beskrevs av Daniel Geerinck. Polystachya fabriana ingår i släktet Polystachya och familjen orkidéer.
Artens utbredningsområde är Rwanda. Inga underarter finns listade i Catalogue of Life.